# Bengt Reinholtz
Bengt Reinholtz, född 19 mars 1931 i Indal, Västernorrlands län, är en svensk målare. 
Han är son till hemmansägaren Henry Reinholtz och Berhta Jonsson och från 1958 gift med Gertrud Carlén. Reinholtz studerade en kortare tid för Evert Lundquist vid Gerlesborgsskolan men räknar sig själv som autodidakt. Han debuterade i en utställning tillsammans med Claes Erik Boije, Bernhard Eriksson och Sune Selander i Nyköping 1952. Han medverkade därefter i Nyköpingssalongerna och Sörmlandssalongerna i Eskilstuna. Hans konst består huvudsakligen av stilleben och landskapsmålningar från Mellansverige utförda i olja eller gouache. 